# اتفاق التبادل الحر الشامل والمعمق

الاتحاد الأوروبي
رابطة التجارة الحرة الأوروبية
اتفاق التبادل الحر الشامل والمعمق

اتفاق التبادل الحر الشامل والمعمق (بالفرنسية: Accord de libre-échange complet et approfondi واختصار ALECA ؛ بالإنجليزية: Deep and Comprehensive Free Trade Agreement واختصار DCFTA) هو اتفاق شراكة وكذلك اتفاق تبادل حر موقع بين عدة دول والاتحاد الأوروبي. ينشأ هذا الاتفاق بموجبه منطقة تبادل حر شاملة ومعمقة.

يتناول الاتفاق مسألة التجارة الحرة، سواءً فيما يتعلق بتخفيض الرسوم الجمركية أو تخفيض الحواجز غير الجمركية، على كل من الخدمات والسلع الصناعية أو المواد الخام بما في ذلك المواد الزراعية. وبالتالي، فإنه يهدف إلى دمج القانون الجماعي للاتحاد في هذه الدول المجاورة له من أجل تسهيل التبادلات بين المنطقتين.

## التاريخ
بدأت أولى النقاشات لهذا النوع من الاتفاقات على التوالي في يناير ويوليو 2010 مع مولدافيا وجورجيا. المفاوضات الرسمية من جهتها بدأت في 5 ديسمبر 2011. 

في 14 ديسمبر 2011، أبدى المجلس الأوروبي رغبته في أن يقوم الاتحاد الأوروبي بعقد مفاوضات حول اتفاقات مماثلة مع مصر والأردن والمغرب وتونس. بدأت النقاشات مع تونس في 2012. في نفس الوقت أطلقت نقاشات مماثلة مع أرمينيا، ولكنها انقطعت في سبتمبر 2013 إثر قرار أرمينيا الانضمام إلى الاتحاد الاقتصادي الأوروآسيوي. 

أول اتفاقين من هذا النوع هما: اتفاقية الشراكة بين جورجيا والاتحاد الأوروبي واتفاقية الشراكة بين مولدافيا والاتحاد الأوروبي الذين دخلا حيز التنفيذ في 1 يناير 2014. الاتفاق الثالث كان اتفاقية الشراكة بين أوكرانيا والاتحاد الأوروبي والذي دخل حيز التنفيذ جزئيا في سنة 2014، قبل أن يكون كاملا في 1 يناير 2016. 

أعلن عن بداية المفاوضات حول اتفاقية الشراكة بين تونس والاتحاد الأوروبي في 27 مايو 2015، بينما كان الافتتاح الرسمي للمفاوضات في 13 أكتوبر 2015.

## الجدول الزمني للتنفيذ
- اتفاقية الشراكة بين جورجيا والاتحاد الأوروبي: 1 يناير 2014.
- اتفاقية الشراكة بين مولدافيا والاتحاد الأوروبي: 1 يناير 2014.
- اتفاقية الشراكة بين أوكرانيا والاتحاد الأوروبي: 1 يناير 2016.